# Trial de Sant Llorenç 1973
L'edició de 1973 del Trial de Sant Llorenç fou la 7a d'aquesta prova, organitzada pel Motor Club Terrassa. El trial era la tercera prova del Campionat d'Europa d'aquell any i tingué lloc el 4 de març pels voltants de Sant Llorenç del Munt, amb sortida a Matadepera, Vallès Occidental. Hi participaren 110 pilots, els quals hagueren de superar 25 zones repartides al llarg d'un recorregut que calia completar 2 vegades.
Fou força comentat el fet que el guanyador de les tres darreres edicions de la prova, Mick Andrews, en aquesta ocasió no passà del catorzè lloc a causa de la manca de competitivitat de la seva motocicleta, el prototipus Yamaha que estava desenvolupant per a la seva nova marca. Andrews debutà en competició amb el prototipus justament en aquest trial, mentre els afeccionats catalans xiulaven al seu pas en sentir-se traïts pel canvi de marca de l'anglès, després d'anys d'èxits amb OSSA.

## Classificació
| Posició | Pilot            | Motocicleta | Punts |
| ------- | ---------------- | ----------- | ----- |
| 1       | Martin Lampkin   | Bultaco     | 51,6  |
| 2       | Rob Shepherd     | Montesa     | 57,5  |
| 3       | Ignasi Bultó     | Bultaco     | 62,8  |
| 4       | Charles Coutard  | Bultaco     | 71,8  |
| 5       | Walter Luft      | Puch        | 74    |
| 6       | Malcolm Rathmell | Bultaco     | 74,6  |
| 7       | Francesc Payà    | OSSA        | 77    |
| 8       | Ulf Karlson      | Montesa     | 78    |
| 9       | Rob Edwards      | Montesa     | 78,6  |
| 10      | Jack Galloway    | Kawasaki    | 81    |